# Storfjord (Spitzbergen)
Der Storfjord (norwegisch Storfjorden) ist eine Meerenge im Südosten von Spitzbergen. Er trennt die Hauptinsel Spitzbergen von den kleineren Inseln Edgeøya und Barentsøya. Da seine ersten Entdecker ihn für einen Fjord hielten – die Meerenge zwischen der Insel Spitzbergen und Barentsøya, der Heleysundet, ist nur gut einen Kilometer breit und häufig gefroren – trägt er heute diesen Namen. Der Storfjord selbst ist häufig auch im Sommer voller Eisschollen, was die Navigation für Schiffe schwierig und gefährlich macht. Sein Ufer ist allerdings auch unbesiedelt.
Gegen die offene Barentssee wird der Fjord von einer Linie begrenzt, die im Süden von Sørkapp-Land (Südspitze der Insel Spitzbergen) beginnt, über die Tusenøyane führt und beim Negerpynten (Südspitze von Edgeøya) endet. Tjuvfjorden in Edgeøya und Ginevrabotnen ganz im Norden bei Olav-V-Land gehören zum Storfjord, Freemansundet (zwischen Barentsøya und Edgeøya) hingegen nicht.
Der Name „Stor“ bedeutet „groß“ auf Norwegisch. Der Fjord hatte viele andere Namen, da er wegen seiner Größe auf sehr vielen Karten von diversen Entdeckern und Kartographen unterschiedlichster Nationalität verzeichnet wurde: Bolšoj Zaliv, Golfe de Jean Hyre, Golphe de Jean Wybe, Greatfiord, Kitowaja-Guba, Der große Fjord, Destroit de Jean Suatre, Wybe Jans Water, Wybe Jansz Water, Wybe Water, Wybes Jansz Water, Vibelandsvater, Johann Wybes Busen, Jans Water, Fiordo de Stor, Mer de Wybe Jans, Wybes gat, Wyde Jansz Water, Wallfish-Bai, Titowa Guba, Wibe Tians Bay, Yan Wychens Meerbusen, Wibelands Water, Slykige Inham, Wijbe Jansz Water, Wijbes gat, Storfjord, Wide Jaws Water, Stoor Fiord, Stor Fiord.